# Fiodor Ouspenski
Pour les articles homonymes, voir Ouspenski.
Fiodor Ivanovitch Ouspenski, francisé en Fé(o)dor  ou Théodore Ouspensky, en russe : Фёдор Иванович Успенский, est un historien russe, né à Gorki en 1845, et mort à Saint-Petersbourg en 1928. On lui doit de nombreuses publications relatives à l'histoire byzantine, notamment une Histoire de l'Empire byzantin.

## Biographie
Professeur à l'université d'Odessa de 1874 à 1894, puis directeur de l'Institut archéologique russe de Constantinople (en) de 1895 à 1914, Fiodor Ivanovitch Ouspenski est l'auteur d'importants travaux sur l'histoire byzantine. Il organisera également des fouilles archéologiques en Asie mineure, en Bulgarie et en Macédoine, et découvrira dans un manuscrit médiéval de la bibliothèque du Patriarcat orthodoxe de Jérusalem, un document qui porte aujourd'hui son nom, le Taktikon Uspensky.
Membre de l'Académie des sciences de Saint-Pétersbourg à partir de 1900 et de l'Académie des Sciences de Russie à partir de 1917, Fiodor Ouspenski fut également le président de la Société impériale orthodoxe de Palestine de 1921 à 1928.
En 1928, année de sa mort, il est élu membre étranger de l'Académie bulgare des sciences.

## Ouvrages sélectifs
- La formation du Second Empire bulgare, Odessa, 1879 ;
- Histoire des Croisades, Saint-Pétersbourg, 1901 ;
- Histoire de l'Empire byzantin,
  - Tome I (de la mort de l'empereur Théodose à la fin de la dynastie héraclide), Saint-Pétersbourg, 1913,
  - Tome II (comprenant notamment la période isaurienne), Leningrad, 1927,
  - Tome III (concernant surtout la période allant de la dynastie comnène à la chute de Constantinople), Moscou, 1948.

## Sources
- Grand Larousse encyclopédique Tome 8, Librairie Larousse, 1963.